# Danno
Un danno è la conseguenza di un'azione o di un evento che causa la riduzione quantitativa o funzionale di un bene, un valore, un attrezzo, una macchina, un immobile o qualsiasi altra cosa abbia un valore economico, affettivo, morale.

## Le cause

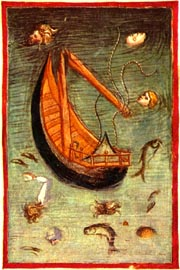
Anonimo fiorentino, Il naufragio della nave di Ulisse, 1390-1400 circa

L'azione o l'evento che causano il danno possono essere fortuiti o dovuti a forza maggiore (quali ad esempio: tromba d'aria, incendio, fulmine, inondazione, naufragio, guasto elettrico o meccanico, rottura, collisione, allagamento, incuria) oppure come conseguenza di volontà premeditata (quali ad esempio: scasso ai fini di furto, danneggiamento per azione dolosa o vandalica, furto, malversazione, guerra).

## Caratteristiche
La valutazione preventiva dei possibili danni sta alla base di quella che viene definita gestione del rischio. Occorre definire quali possono essere i rischi da danni che si possono correre nelle normali attività umane, aziendali, familiari.
La prima attività da sviluppare è: come prevenire e ridurre i rischi di danni. Successivamente va quantificata l'entità dei danni possibili e il valore dei beni soggetti a rischio.

### L'oggetto
Il danno può riguardare beni materiali e fisici (quali: immobili, macchinari, materie prime, aree geografiche) oppure danni immateriali (quali: monetari/finanziari, all'immagine o reputazione di un'impresa/società/persona, alle prospettive future aziendali, commerciali, di profittabilità).

### Strategie di difesa e prevenzione
Oltre che con scelte tecniche e scelte organizzative che minimizzino i possibili danni, ci si può proteggere attraverso coperture assicurative o con accantonamenti finanziari a riserva. In tutti questi casi è buona norma valutare l'onerosità della copertura (tecnica, organizzativa o assicurativa) adottata con il valore del possibile danno che si andrebbe a subire. Quando il danno è statisticamente certo o molto probabile, il costo della protezione tende ad aumentare in misura economicamente non sopportabile.
Valga per tutti la problematica dell'assicurazione contro la grandine in agricoltura. È statisticamente accertato che in certe zone esistono dei corridoi climatici che sono particolarmente e frequentemente colpiti da grandinate, anche di grande violenza. Il danno da grandine non causa solamente il danneggiamento - parziale o totale - della produzione agricola, ma anche una perdita di produttività delle piantagioni per gli anni successivi a causa di un danneggiamento delle piante (da frutto, da uva e simili) e delle strutture. Per un'efficace copertura assicurativa, nelle aree ad elevato rischio statistico, il costo dei premi da pagare sarebbe talmente alto da renderla antieconomica. Si è proceduto in due direzioni: una con un intervento dello Stato (in Italia) che abbassa il costo delle assicurazioni; l'altra: con l'impianto di sistemi di protezione (reti, ad esempio), con sistemi di previsione, con sistemi a calore (razzi, fuochi).

## Tipologia

### Danno contrattuale
Il danno contrattuale racchiude, in realtà, molte ipotesi differenti tra loro, anche se riguardano essenzialmente sempre un inadempimento.
- Danno da aspettativa non realizzata: viene risarcito al contraente l'esatto corrispettivo di quanto si sarebbe aspettato dall'esecuzione del contratto. Va precisato che l'aspettativa non riguarda soltanto il ricevere un bene o un'utilità (danno emergente) ma anche di poterne fare uso in seguito (lucro cessante). Questa distinzione è importante, perché prefigura un risarcimento anche se l'altra parte non ha ancora adempiuto al corrispettivo monetario (teoria della differenza).
- Danno da affidamento: impostazione completamente opposta alla prima, riguarda la condizione del contraente qualora non avesse stipulato il contratto e qualora quest'ultimo si sia rivelato inadempiuto, sia per volontario inadempimento dell'altra parte sia per invalidità o inefficacia successiva. Si parla in questo caso di interesse contrattuale negativo. Si tutela l'affidamento riposto dal contraente nella buona esecuzione e validità del contratto, e non della corretta esecuzione dello stesso come nell'ipotesi di danno precedente, la quale ha un carattere dinamico mentre in questo caso si considera l'aspetto statico di un fatto storico che ha causato danno.
- Danno da risoluzione del contratto: la risoluzione del contratto non pregiudica il successivo risarcimento, come sancito dall'art.1458, ma esonera soltanto l'altra parte alla prestazione obbligatoria. Se per alcuni è un'ipotesi particolare di "danno da affidamento", cui sopra, per il fatto che un contratto risolto è come se non fosse mai stato efficace, altra dottrina e prevalente giurisprudenza nega questa impostazione ritenendo meritevole anche l'interesse positivo del contraente che ha risolto il contratto. Non è però assimilabile al primo tipo di danno, in quanto è lo stesso risolutore a rinunciare a tale prestazione, pertanto l'unico danno risarcibile è quello relativo al lucro cessante
- Danno da carente protezione: i relativi rimanenti danni capiti occasionalmente durante l'esecuzione del contratto, in principio non ritenuti tutelabili ma successivamente ritenuti parte dell'adempimento.

### Danno extracontrattuale
È il danno che non rientra nelle ipotesi precedenti, basato sulla consolidata regola che guarda all'ingiustizia del danno e alla condizione soggettiva di chi lo ha cagionato. Prerogativa essenziale è il carattere, almeno tendenzialmente, patrimoniale del danno da risarcire. Pur condividendone aspetti con il danno contrattuale, come il principio della casualità giuridica, se ne discosta perché non ci si attende un corrispettivo per l'aspettativa non realizzata, bensì per quella di non subire danni da terzi.

#### Danni non patrimoniali
Il risarcimento per danno non patrimoniale ha natura bipolare, avendo funzione sanzionatoria-satisfattiva, in quanto oggetto del danno non è l'esatta compensazione di un valore monetario relativo ad una perdita economica subita da un soggetto, ma una sorta di riparazione che soddisfi una perdita valutabile economicamente soltanto per via equitativa da parte del giudice. Molto si discute in dottrina sui criteri da adottare per capire quali circostanze siano da giudicare risarcibili e con quali metodi stabilire l'entità economica delle singole fattispecie, anche per la restrittiva disposizione dell'art 59 del codice civile.
Si riteneva un tempo risarcibile infatti soltanto il danno morale soggettivo, perché così previsto dalle disposizioni del codice: in realtà, con l'introduzione di altre figure come il danno esistenziale o quello biologico, si cerca oggi di relazionare queste nuove fattispecie, non inquadrabili nel danno morale, troppo specifico e di applicazione ristretta (senza contare che deriva solo da fattispecie penali), agli articoli della Costituzione riferibili ai diritti inviolabili della persona, soprattutto l'art.2. Si può affermare, anche per le perplessità sorte in dottrina, che il riferimento alle disposizioni costituzionali riguarda soltanto l'identificazione delle fattispecie da tutelare in via interpretativa, mitigando poi la decisione sul quantum grazie ad indici di valorizzazione (come la gravità dell'offesa, la consistenza dell'offesa ecc.).

##### Danno morale
La liquidazione del danno morale per la morte di un congiunto non può che avvenire in base all'apprezzamento discrezionale del Giudice di merito, improntato a criteri equitativi. Nel motivare la liquidazione, è sufficiente che il Giudice dimostri di avere tenuto presenti la gravità dei fatti, l'intensità del dolore patito a causa dell'evento luttuoso ed ogni altro elemento della fattispecie concreta. Costituisce motivazione adeguata, in proposito, il rilievo che la morte del congiunto abbia costituito una vera tragedia per i suoi familiari 

##### Danno all'ambiente

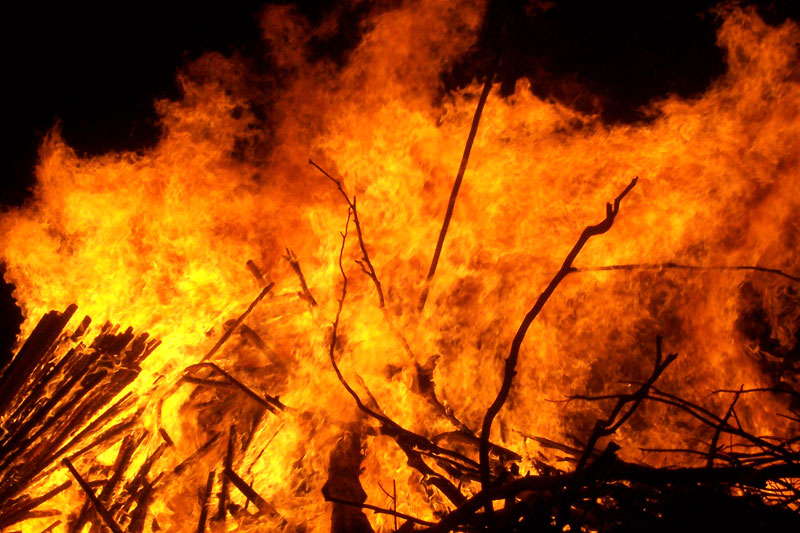
Un incendio colposo, oltre a costituire reato, può far sorgere un'obbligazione risarcitoria per danno all'ambiente

Figura introdotta con la legge 8 luglio 1986, n. 349 il cosiddetto danno all'ambiente consiste in un'alterazione, contro legge, che comprometta l'ambiente, distruggendolo, alterandolo o deteriorandolo anche solo in parte, causata da un fatto doloso o colposo.
Questa figura di danno, molto particolare, ha vari aspetti da analizzare. Innanzitutto il danno deve essere effettuato da un soggetto necessariamente con dolo o con colpa: già per questo aspetto si differenzia molto dal basilare danno extra-contrattuale di natura aquiliana, perché in quel caso non sempre la colpa è centrale come criterio di imputazione ma basta semplicemente che il danno sia ingiusto. La fattispecie dannosa, poi, deve essere prevista da un atto normativo e non semplicemente ingiusta. Queste due considerazioni nascono dal fatto che l'ambiente non è né un diritto soggettivo riconosciuto ai singoli né un bene appartenente allo Stato, ma un semplice interesse della vita di tutta la società che va tutelato in quanto tale. È inoltre un danno di tipo meramente materiale, al contrario dei danni base che sono di tipo patrimoniale. 
Molta dottrina ritiene questa fattispecie una novità che esula dai criteri tipici di imputazione creando una nuova forma di responsabilità che attinge molto più sul versante dei rimedi.
Ne discende che gli unici a poter chiedere il risarcimento sono lo Stato e gli Enti territoriali, spostando l'accento più su un aspetto di legittimazione che su uno di titolarità.
Oggi tuttavia bisogna tener conto del D.Lgs. 3 aprile 2006, n. 152 che ha parzialmente abrogato e modificato la legge del 1986.

## La tutela giuridica

### Italia
Dal punto di vista giuridico il danno può essere definito come la lesione (annientamento o menomazione) di un interesse altrui.
Possono essere oggetto di tutela risarcitoria gli interessi procedimentali (gli atti di un procedimento) che siano ricollegabili ad un utilitas, ossia un bene della vita protetto. La giurisprudenza individua una prima distinzione fra danni patrimoniali e non patrimoniali, dove i primi comportano una deminutio patrimonii.
La successiva evoluzione giurisprudenziale ha notevolmente arricchito le tipologie di danni non patrimoniali che possono essere oggetto di risarcimento. Secondo i recenti orientamenti, i danni non patrimoniali si distinguono in:
- danno biologico;
- danno materiale;
- danno morale;
- danno morale soggettivo;
- danno esistenziale.

Il risarcimento dei danni non patrimoniali è previsto all'art. 2059 del codice civile. La Corte Costituzionale italiana ha stabilito che il risarcimento dei danni non patrimoniali non è subordinato ad una sentenza che accerti la commissione di un reato, come previsto dalla stessa legge.
Nell'ambito dei rapporti di lavoro, il danno esistenziale viene a specificarsi in quei danni alla personalità ricollegabili a lesioni dei diritti inviolabili della persona costituzionalmente garantiti che, nel campo del diritto del lavoro, sono:
- il danno professionale;
- il danno psicologico transeunte;
- il danno alla serenità della vita familiare;
- il danno alla serenità della comunità lavorativa;
- il danno alla salutare fruizione dei piaceri e delle gratificazioni della vita di relazione e dei rapporti sociali.